# Docosahexaensyre
Docosahexaensyre (også kaldet DHA) er en omega-3-fedtsyre, som hører til de essentielle fedtsyrer. Kemisk set er DHA en carboxylsyre med en 22 kulstofatomer lang kæde, som indeholder 6 dobbeltbindinger. Den første dobbeltbinding er placeret på kulstof nummer tre fra omegaenden.
DHA findes oftest i fiskeolie. Det meste af det DHA der er i fisk og andre komplekse organismer stammer fra mikroalger af typen Schizochytrium, og opkoncentreres i organismer efterhånden som det bevæger sig op gennem fødekæden. DHA fremstilles også industrielt fra Crypthecodinium cohnii.. De fleste dyr producerer kun meget lidt DHA ved stofskifteprocesser, men der produceres dog små mængder ud fra alfalinolensyre, en omega-3-fedtsyre, som findes i bl.a. raps, hør og en række andre frø og nødder.
DHA er den fedtsyre som findes i størst mængde i fosfolipiderner i sædceller og hjerne, og også i øjets nethinde. DHA i kosten kan reducere mængden af triglycerider i blodet, hvilket kan reducere risikoen for hjerte-kar-sygdomme. Et lavt DHA-niveau fører til reduceret serotoninniveau i hjernen  og der er fundet sammenhænge mellem et lavt DHA-niveau og flere sygdomme, som f.eks. ADHD, Alzheimers og depression. Forskning tyder på at DHA kan medvirke til at komme disse sygdomme til livs. 

## Metabolisk syntese
DHA i menneskekroppen stammer enten fra kosten, eller er dannet ud fra icosapentaensyre (EPA) via docosapentaensyre (DPA) som intermediat. Dette sker ved et forlængelsestrin efterfulgt af en enzymatisk reaktion med Δ4-desaturase. En anden syntesevej i peroxysomer og mitokondrier er også beskrevet. EPA (20:5, ω-3) forlænges til 24:5 ω-3, derefter dannes endnu en dobbeltbinding (24:6 ω-3), og til sidst forkortes forbindelsen til DHA (22:6 ω-3) via beta-oxidation. Denne process kaldes Sprechers shunt.

## DHA og sygdom

### DHA i Alzheimers sygdom
Forskning tyder på at DHA kan blive et middel mod Alzheimers sygdom. Dyreforsøg har vist at DHA kan mindsket antallet af amyloidplakke i den transgene mus TG3, der bruges model i forsøg med Alzheimers. I USA foregår der i øjeblikket (start februar 2007) kliniske forsøg på mennesker for at undersøge DHA's eventuelle virkning mod kræft.

### DHA hæmmer humane karcinomer i mus
Forskere på University of Nevada har undersøgt hvilken effekt DHA havde på væksten af human karcinomer i mus. Dyrene blev fodret med en af fire forskellige specialiserede diæter: 
- fedtfattig kost med majsolie (indeholder omega-6-fedtsyren linolensyre)
- fedtrig kost med majsolie
- fedtrig kost med fiskeolie (indeholder omega-3-fedtsyrerne EPA og DHA)
- fedtrig kost med DHA fra alger

Ved forsøgets afslutning havde mus, der var fodret med alge-DHA, mindre tumorer end mus der blev fodret med de tre andre slags foder. Forsøgene tyder på at alge-DHA er mere effektivt i mod kræft end fiske- og majsolie. 